# Список птиц Судана
Это список видов птиц, зарегистрированных в Судане. В орнитофауне Судана насчитывается в общей сложности 653 вида.
Таксономическая обработка этого списка (обозначение и последовательность отрядов, семейств и видов) и номенклатура (общие и научные названия) соответствуют конвенциям The Clements Checklist of Birds of the World, шестое издание. Семейства в начале каждой главы отражают эту таксономию, как и число видов, найденное в каждом семействе. Ввезенные и случайные виды включены в общую численность для Судана.
Следующие теги использовались для выделения нескольких категорий, но не все виды попадают в одну из этих категорий. Те, которые не являются часто встречающимися видами.
- (A) Accidental — вид, который редко или случайно встречается в Судане.
- (E) Endemic — вид эндемический для Судана.
- (I) Introduced — вид, ввезенный в Судан, как следствие прямых или косвенных действий человека.

## Страусы
- Отряд: Страусообразные
  - Семейство: Страусовые
    - Страус, Struthio camelus

## Поганки
- Отряд: Поганкообразные
  - Семейство: Поганковые
    - Малая поганка, Tachybaptus ruficollis
    - Черношейная поганка, Podiceps nigricollis

## Буревестники
- Отряд: Буревестникообразные
  - Семейство: Качурки
    - Северная качурка, Oceanodroma leucorhoa

## Фаэтоны
- Отряд: Пеликанообразные
  - Семейство: Фаэтоновые
    - Красноклювый фаэтон, Phaethon aethereus

## Олуши
- Отряд: Пеликанообразные
  - Семейство: Олушевые
    - Бурая олуша, Sula leucogaster

## Бакланы
- Отряд: Пеликанообразные
  - Семейство: Баклановые
    - Большой баклан, Phalacrocorax carbo
    - Камышовый баклан, Microcarbo africanus

## Змеешейки
- Отряд: Пеликанообразные
  - Семейство: Змеешейковые
    - Африканская змеешейка, Anhinga rufa

## Пеликаны
- Отряд: Пеликанообразные
  - Семейство: Баклановые
    - Розовый пеликан, Pelecanus onocrotalus
    - Розовоспинный пеликан, Pelecanus rufescens

## Выпи, цапли и белые цапли
- Отряд: Аистообразные
  - Семейство: Цаплевые
    - Серая цапля, Ardea cinerea
    - Черношейная цапля, Ardea melanocephala
    - Исполинская цапля, Ardea goliath
    - Рыжая цапля, Ardea purpurea
    - Большая белая цапля, Ardea alba
    - Чёрная цапля, Egretta ardesiaca
    - Средняя белая цапля, Egretta intermedia
    - Береговая цапля, Egretta gularis
    - Малая белая цапля, Egretta garzetta
    - Жёлтая цапля, Ardeola ralloides
    - Египетская цапля, Bubulcus ibis
    - Зелёная кваква, Butorides striata
    - Обыкновенная кваква, Nycticorax nycticorax
    - Кваква белобокая, Gorsachius leuconotus
    - Сероспинный волчок, Ixobrychus sturmii
    - Малая выпь, Ixobrychus minutus
    - Большая выпь, Botaurus stellaris

## Молотоглав
- Отряд: Аистообразные
  - Семейство: Молотоглавые
    - Молотоглав, Scopus umbretta

## Китоглав
- Отряд: Аистообразные
  - Семейство: Китоглавые
    - Китоглав, Balaeniceps rex

## Ибисы и колпицы
- Отряд: Аистообразные
  - Семейство: Ибисовые
    - Священный ибис, Threskiornis aethiopicus
    - Лесной ибис, Geronticus eremita
    - Хагедаш, Bostrychia hagedash
    - Каравайка, Plegadis falcinellus
    - Обыкновенная колпица, Platalea leucorodia
    - Белая колпица, Platalea alba

## Аисты
- Отряд: Аистообразные
  - Семейство: Аистовые
    - Африканский клювач, Mycteria ibis
    - Африканский аист-разиня, Anastomus lamelligerus
    - Чёрный аист, Ciconia nigra
    - Белобрюхий аист, Ciconia abdimii
    - Белошейный аист, Ciconia episcopus
    - Белый аист, Ciconia ciconia
    - Седлоклювый ябиру, Ephippiorhynchus senegalensis
    - Африканский марабу, Leptoptilos crumenifer

## Фламинго
- Отряд: Фламингообразные
  - Семейство: Фламинговые
    - Обыкновенный фламинго, Phoenicopterus roseus

## Утки, гуси и лебеди
- Отряд: Гусеобразные
  - Семейство: Утиные
    - Рыжая свистящая утка, Dendrocygna bicolor
    - Белолицая свистящая утка, Dendrocygna viduata
    - Белоспинная утка, Thalassornis leuconotus (A)
    - Белолобый гусь, Anser albifrons
    - Нильский гусь, Alopochen aegyptiacus
    - Огарь, Tadorna ferruginea
    - Пеганка, Tadorna tadorna
    - Шпорцевый гусь, Plectropterus gambensis
    - Гребенчатая утка, Sarkidiornis melanotos
    - Африканский блестящий чирок, Nettapus auritus
    - Африканская чёрная кряква, Anas sparsa
    - Свиязь, Anas penelope
    - Серая утка, Anas strepera
    - Чирок-свистунок, Anas crecca
    - Капский чирок, Anas capensis
    - Кряква, Anas platyrhynchos
    - Шилохвость, Anas acuta
    - Красноклювая шилохвость, Anas erythrorhyncha
    - Пятнистый чирок, Anas hottentota
    - Чирок-трескунок, Anas querquedula
    - Широконоска, Anas clypeata
    - Красноглазый нырок, Netta erythrophthalma
    - Красноголовый нырок, Aythya ferina
    - Белоглазый нырок, Aythya nyroca
    - Хохлатая чернеть, Aythya fuligula

## Скопа
- Отряд: Ястребообразные
  - Семейство: Скопиные
    - Скопа, Pandion haliaetus

## Ястребы, коршуны и орлы
- Отряд: Ястребообразные
  - Семейство: Ястребиные
    - Осоед, Pernis apivorus
    - Чернокрылый дымчатый коршун, Elanus caeruleus
    - Африканский дымчатый коршун, Chelictinia riocourii
    - Красный коршун, Milvus milvus
    - Чёрный коршун, Milvus migrans
    - Желтоклювый коршун, Milvus aegyptius
    - Орлан-крикун, Haliaeetus vocifer
    - Пальмовый гриф, Gypohierax angolensis
    - Бурый стервятник, Necrosyrtes monachus
    - Бородач, Gypaetus barbatus
    - Обыкновенный стервятник, Neophron percnopterus
    - Белоголовый сип, Gyps fulvus
    - Африканский гриф, Gyps africanus
    - Африканский сип, Gyps rueppellii
    - Африканский ушастый гриф, Torgos tracheliotus
    - Африканский белогорлый гриф, Trigonoceps occipitalis
    - Змееяд Бодуэна, Circaetus beaudouini
    - Чёрный змееяд, Circaetus pectoralis
    - Бурый змееяд, Circaetus cinereus
    - Окаймлённый змееяд, Circaetus cinerascens
    - Обыкновенный змееяд, Circaetus gallicus
    - Орёл-скоморох, Terathopius ecaudatus
    - Болотный лунь, Circus aeruginosus
    - Полевой лунь, Circus cyaneus
    - Степной лунь, Circus macrourus
    - Луговой лунь, Circus pygargus
    - Африканский луневый ястреб, Polyboroides typus
    - Тёмный певчий ястреб, Melierax metabates
    - Певчий ястреб-габар, Micronisus gabar
    - Туркестанский тювик, Accipiter badius
    - Европейский тювик, Accipiter brevipes
    - Африканский малый перепелятник, Accipiter minullus
    - Ястреб-перепелятник, Accipiter nisus
    - Саранчовый канюк, Butastur rufipennis
    - Обыкновенный канюк, Buteo buteo
    - Африканский горный канюк, Buteo oreophilus
    - Курганник, Buteo rufinus
    - Африканский краснохвостый канюк, Buteo auguralis
    - Канюк-авгур, Buteo augur
    - Малый подорлик, Clanga pomarina
    - Большой подорлик, Clanga clanga
    - Каменный орел, Aquila rapax
    - Степной орёл, Aquila nipalensis
    - Могильник, Aquila heliaca
    - Кафрский орёл, Aquila verreauxii
    - Африканский ястребиный орел, Aquila spilogaster
    - Серебристый орёл, Hieraaetus wahlbergi
    - Орёл-карлик, Hieraaetus pennatus
    - Африканский ястребиный орел, Hieraaetus ayresii
    - Боевой орёл, Polemaetus bellicosus
    - Гребенчатый орёл, Lophaetus occipitalis
    - Венценосный орёл, Stephanoaetus coronatus

## Птица-секретарь
- Отряд: Ястребообразные
  - Семейство: Птицы-секретари
    - Птица-секретарь, Sagittarius serpentarius

## Каракары и соколы
- Отряд: Соколообразные
  - Семейство: Соколиные
    - Степная пустельга, Falco naumanni
    - Обыкновенная пустельга, Falco tinnunculus
    - Большая пустельга, Falco rupicoloides
    - Лисья пустельга, Falco alopex
    - Серая пустельга, Falco ardosiaceus
    - Турумти, Falco chicquera
    - Кобчик, Falco vespertinus
    - Чеглок Элеоноры, Falco eleonorae
    - Серебристый чеглок, Falco concolor
    - Дербник, Falco columbarius
    - Чеглок, Falco subbuteo
    - Африканский чеглок, Falco cuvierii
    - Средиземноморский сокол, Falco biarmicus
    - Балобан, Falco cherrug
    - Шахин, Falco pelegrinoides
    - Сапсан, Falco peregrinus

## Фазаны и турачи
- Отряд: Курообразные
  - Семейство: Фазановые
    - Арабская пустынная куропатка, Ammoperdix heyi
    - Саванный турач, Pternistis clappertoni
    - Желтогорлый турач, Pternistis leucoscepus
    - Суданский турач, Pternistis erckelii
    - Обыкновенный перепел, Coturnix coturnix
    - Перепел-арлекин, Coturnix delegorguei

## Куропатки
- Отряд: Курообразные
  - Семейство: Зубчатоклювые куропатки
    - Африканская скальная куропатка, Ptilopachus petrosus

## Цесарки
- Отряд: Курообразные
  - Семейство: Цесарковые
    - Обыкновенная цесарка, Numida meleagris

## Журавли
- Отряд: Журавлеобразные
  - Семейство: Журавлиные
    - Венценосный журавль, Balearica pavonina
    - Журавль-красавка, Anthropoides virgo
    - Серый журавль, Grus grus

## Пастушки, коростели, султанки и лысухи
- Отряд: Журавлеобразные
  - Семейство: Пастушковые
    - Африканский коростель, Crecopsis egregia
    - Коростель, Crex crex
    - Чёрный дергач, Amaurornis flavirostra
    - Малый погоныш, Porzana parva
    - Погоныш-крошка, Porzana pusilla
    - Погоныш, Porzana porzana
    - Мадагаскарская султанка, Porphyrio madagascariensis
    - Бронзовая султанка, Porphyrio alleni
    - Камышница, Gallinula chloropus
    - Камышница-крошка, Gallinula angulata
    - Хохлатая лысуха, Fulica cristata
    - Лысуха, Fulica atra

## Лапчатоноги
- Отряд: Журавлеобразные
  - Семейство: Лапчатоногие
    - Африканский лапчатоног, Podica senegalensis

## Дрофы
- Отряд: Дрофообразные
  - Семейство: Дрофиные
    - Аравийская большая дрофа, Ardeotis arabs
    - Chlamydotis undulata, Chlamydotis undulata
    - Вихляй, Chlamydotis macqueenii
    - Кафрская африканская дрофа, Neotis denhami
    - Нубийская африканская дрофа, Neotis nuba
    - Сенегальская малая дрофа, Eupodotis senegalensis
    - Малая дрофа, Lophotis savilei
    - Чернобрюхая малая дрофа, Lissotis melanogaster
    - Суданская малая дрофа, Lissotis hartlaubii

## Трехперстки
- Отряд: Ржанкообразные
  - Семейство: Трёхпёрстки
    - Африканская трёхпёрстка, Turnix sylvatica
    - Жаворонковая трёхпёрстка, Ortyxelos meiffrenii

## Яканы
- Отряд: Ржанкообразные
  - Семейство: Якановые
    - Малая якана, Microparra capensis
    - Африканская якана, Actophilornis africana

## Цветные бекасы
- Отряд: Ржанкообразные
  - Семейство: Цветные бекасы
    - Цветной бекас, Rostratula benghalensis

## Рачьи ржанки
- Отряд: Ржанкообразные
  - Семейство: Рачьи ржанки
    - Рачья ржанка, Dromas ardeola

## Кулики
- Отряд: Ржанкообразные
  - Семейство: Кулики-сороки
    - Кулик-сорока, Haematopus ostralegus

## Шилоклювки и ходулочники
- Отряд: Ржанкообразные
  - Семейство: Шилоклювковые
    - Ходулочник, Himantopus himantopus
    - Шилоклювка, Recurvirostra avosetta

## Авдотки
- Отряд: Ржанкообразные
  - Семейство: Авдотковые
    - Авдотка, Burhinus oedicnemus
    - Сенегальская авдотка, Burhinus senegalensis
    - Капская авдотка, Burhinus capensis

## Крокодиловы сторожа
- Отряд: Ржанкообразные
  - Семейство: Тиркушковые
    - Крокодилов сторож, Pluvianus aegyptius

## Тиркушки и бегунки
- Отряд: Ржанкообразные
  - Семейство: Тиркушковые
    - Бегунок, Cursorius cursor
    - Сомалийский бегунок, Cursorius somalensis
    - Бегунок Темминка, Cursorius temminckii
    - Аметистовый бегунок, Rhinoptilus chalcopterus
    - Луговая тиркушка, Glareola pratincola
    - Степная тиркушка, Glareola nordmanni
    - Белошейная тиркушка, Glareola nuchalis

## Ржанки и чибисы
- Отряд: Ржанкообразные
  - Семейство: Ржанковые
    - Чибис, Vanellus vanellus
    - Длиннопалый чибис, Vanellus crassirostris
    - Шпорцевый чибис, Vanellus spinosus
    - Чернохохлый чибис, Vanellus tectus
    - Белоголовая пигалица, Vanellus albiceps
    - Чернокрылая пигалица, Vanellus melanopterus
    - Сенегальская пигалица, Vanellus senegallus
    - Кречётка, Vanellus gregarius
    - Белохвостая пигалица, Vanellus leucurus
    - Азиатская бурокрылая ржанка, Pluvialis fulva
    - Тулес, Pluvialis squatarola
    - Галстучник, Charadrius hiaticula
    - Малый зуёк, Charadrius dubius
    - Зуёк-пастух, Charadrius pecuarius
    - Трёхполосый зуёк, Charadrius tricollaris
    - Буролобый зуёк, Charadrius forbesi
    - Морской зуёк, Charadrius alexandrinus
    - Монгольский зуёк, Charadrius mongolus
    - Большеклювый зуёк, Charadrius leschenaultii
    - Каспийский зуёк, Charadrius asiaticus

## Песочники
- Отряд: Ржанкообразные
  - Семейство: Бекасовые
    - Гаршнеп, Lymnocryptes minimus
    - Африканский бекас, Gallinago nigripennis
    - Дупель, Gallinago media
    - Обыкновенный бекас, Gallinago gallinago
    - Большой веретенник, Limosa limosa
    - Малый веретенник, Limosa lapponica
    - Средний кроншнеп, Numenius phaeopus
    - Тонкоклювый кроншнеп, Numenius tenuirostris
    - Большой кроншнеп, Numenius arquata
    - Щёголь, Tringa erythropus
    - Травник, Tringa totanus
    - Поручейник, Tringa stagnatilis
    - Большой улит, Tringa nebularia
    - Черныш, Tringa ochropus
    - Фифи, Tringa glareola
    - Мородунка, Xenus cinereus
    - Перевозчик, Actitis hypoleucos
    - Камнешарка, Arenaria interpres
    - Исландский песочник, Calidris canutus
    - Песчанка, Calidris alba
    - Кулик-воробей, Calidris minuta
    - Белохвостый песочник, Calidris temminckii
    - Краснозобик, Calidris ferruginea
    - Чернозобик, Calidris alpina
    - Грязовик, Limicola falcinellus
    - Турухтан, Philomachus pugnax
    - Круглоносый плавунчик, Phalaropus lobatus

## Чайки
- Отряд: Ржанкообразные
  - Семейство: Чайковые
    - Белоглазая чайка, Larus leucophthalmus
    - Аденская чайка, Larus hemprichii
    - Черноголовый хохотун, Larus ichthyaetus
    - Черноголовая чайка, Larus melanocephalus
    - Серебристая чайка, Larus argentatus
    - Клуша, Larus fuscus
    - Хохотунья, Larus cachinnans
    - Сероголовая чайка, Larus cirrocephalus
    - Озерная чайка, Larus ridibundus
    - Морской голубок, Larus genei
    - Малая чайка, Larus minutus

  - Семейство: Крачковые
    - Чайконосая крачка, Gelochelidon nilotica
    - Чеграва, Hydroprogne caspia
    - Бенгальская крачка, Sterna bengalensis
    - Пестроносая крачка, Sterna sandvicensis
    - Большая хохлатая крачка, Thalasseus bergii
    - Обыкновенная крачка, Sterna hirundo
    - Полярная крачка, Sterna paradisaea
    - Аравийская крачка, Sterna repressa
    - Малая крачка, Sterna albifrons
    - Мекранская крачка, Sternula saundersi
    - Бурокрылая крачка, Onychoprion anaethetus
    - Тёмная крачка, Onychoprion fuscatus
    - Белощёкая болотная крачка, Chlidonias hybrida
    - Белокрылая болотная крачка, Chlidonias leucopterus
    - Обыкновенная глупая крачка, Anous stolidus

  - Семейство: Водорезовые
    - Африканский водорез, Rynchops flavirostris

## Рябки
- Отряд: Рябкообразные
  - Семейство: Рябковые
    - Сенегальский рябок, Pterocles exustus
    - Пустынный рябок, Pterocles senegallus
    - Коронованный рябок, Pterocles coronatus
    - Рябок Лихтенштейна, Pterocles lichtensteinii
    - Четырёхполосый рябок, Pterocles quadricinctus

## Голуби и горлицы
- Отряд: Голубеобразные
  - Семейство: Голубиные
    - Сизый голубь, Columba livia
    - Крапчатый голубь, Columba guinea
    - Обыкновенная горлица, Streptopelia turtur
    - Дикая смеющаяся горлица, Streptopelia roseogrisea
    - Африканская горлица, Streptopelia decipiens
    - Красноглазая горлица, Streptopelia semitorquata
    - Южноафриканская горлица, Streptopelia capicola
    - Винная горлица, Streptopelia vinacea
    - Малая горлица, Streptopelia senegalensis
    - Черноклювая лесная горлица, Turtur abyssinicus
    - Капская горлица, Oena capensis
    - Желтобрюхий зелёный голубь, Treron waalia

## Попугаи Старого Света
- Отряд: Попугаеобразные
  - Семейство: Попугаевые
    - Индийский кольчатый попугай, Psittacula krameri

## Попугаи Африки и Нового Света
- Отряд: Попугаеобразные
  - Семейство: Попугаевые
    - Мейеров длиннокрылый попугай, Poicephalus meyeri

## Турако
- Отряд: Туракообразные
  - Семейство: Тураковые
    - Белобрюхий бананоед, Corythaixoides leucogaster
    - Полосатый бананоед-подорожник, Crinifer zonurus

## Кукушки
- Отряд: Кукушкообразные
  - Семейство: Кукушковые
    - Африканская хохлатая кукушка, Clamator levaillantii
    - Хохлатая кукушка, Clamator glandarius
    - Красногрудая кукушка, Cuculus solitarius
    - Чёрная кукушка, Cuculus clamosus
    - Обыкновенная кукушка, Cuculus canorus
    - Африканская обыкновенная кукушка, Cuculus gularis
    - Бронзовая кукушка Клааса, Chrysococcyx klaas
    - Бронзовая кукушка, Chrysococcyx caprius
    - Черная шпорцевая кукушка, Centropus grillii
    - Синеголовая шпорцевая кукушка, Centropus monachus
    - Сенегальская шпорцевая кукушка, Centropus senegalensis
    - Африканская шпорцевая кукушка, Centropus superciliosus

## Сипухи
- Отряд: Совообразные
  - Семейство: Сипуховые
    - Обыкновенная сипуха, Tyto alba

## Типичные совы
- Отряд: Совообразные
  - Семейство: Совиные
    - Африканская совка, Otus senegalensis
    - Сплюшка, Otus scops
    - Белолицая совка, Ptilopsis leucotis
    - Пустынный филин, Bubo ascalaphus
    - Серый филин, Bubo cinerascens
    - Бледный филин, Bubo lacteus
    - Африканская циккаба, Strix woodfordii
    - Жемчужный воробьиный сыч, Glaucidium perlatum
    - Домовый сыч, Athene noctua
    - Болотная сова, Asio flammeus

## Козодои
- Отряд: Козодоеобразные
  - Семейство: Настоящие козодои
    - Обыкновенный козодой, Caprimulgus europaeus
    - Рыжещёкий козодой, Caprimulgus rufigena
    - Буланый козодой, Caprimulgus aegyptius
    - Нубийский козодой, Caprimulgus nubicus
    - Великолепный козодой, Caprimulgus eximius
    - Абиссинский козодой, Caprimulgus poliocephalus
    - Мраморный козодой, Caprimulgus inornatus
    - Длиннохвостый козодой, Caprimulgus climacurus
    - Вымпеловый козодой, Semeiophorus vexillarius
    - Африканский вымпеловый козодой, Macrodipteryx longipennis

## Стрижи
- Отряд: Стрижеобразные
  - Семейство: Стрижиные
    - Пальмовый стриж, Cypsiurus parvus
    - Белобрюхий стриж, Tachymarptis melba
    - Чешуйчатый стриж, Tachymarptis aequatorialis
    - Черный стриж, Apus apus
    - Бледный стриж, Apus pallidus
    - Малый стриж, Apus affinis
    - Эфиопский стриж, Apus horus
    - Белогузый стриж, Apus caffer

## Птицы-мыши
- Отряд: Птицы-мыши
  - Семейство: Птицы-мыши
    - Бурокрылая птица-мышь, Colius striatus
    - Синешапочная птица-мышь, Urocolius macrourus

## Трогоны и квезали
- Отряд: Трогонообразные
  - Семейство: Трогоновые
    - Уздечковый африканский трогон, Apaloderma narina

## Зимородки
- Отряд: Ракшеобразные
  - Семейство: Зимородковые
    - Обыкновенный зимородок, Alcedo atthis
    - Кобальтовый зимородок, Alcedo semitorquata
    - Малахитовый зимородок, Corythornis cristatus
    - Африканский крошечный зимородок, Ispidina picta
    - Сероголовая альциона, Halcyon leucocephala
    - Сенегальская альциона, Halcyon senegalensis
    - Полосатая альциона, Halcyon chelicuti
    - Белошейная альциона, Todirhamphus chloris
    - Гигантский пегий зимородок, Megaceryle maxima
    - Малый пегий зимородок, Ceryle rudis

## Щурки
- Отряд: Ракшеобразные
  - Семейство: Щурковые
    - Красногорлая щурка, Merops bulocki
    - Карликовая щурка, Merops pusillus
    - Синегрудая щурка, Merops variegatus
    - Ласточкохвостая щурка, Merops hirundineus
    - Белогорлая щурка, Merops albicollis
    - Малая зелёная щурка, Merops orientalis
    - Зелёная щурка, Merops persicus
    - Золотистая щурка, Merops apiaster
    - Нубийская щурка, Merops nubicus

## Настоящие ракши
- Отряд: Ракшеобразные
  - Семейство: Сизоворонковые
    - Обыкновенная сизоворонка, Coracias garrulus
    - Абиссинская сизоворонка, Coracias abyssinicus
    - Рыжешапочная сизоворонка, Coracias naevia
    - Африканский широкорот, Eurystomus glaucurus

## Удоды
- Отряд: Птицы-носороги
  - Семейство: Удодовые
    - Удод, Upupa epops

## Древесные удоды
- Отряд: Птицы-носороги
  - Семейство: Древесные удоды
    - Зелёный лесной удод, Phoeniculus purpureus
    - Черноклювый лесной удод, Phoeniculus somaliensis
    - Чёрный лесной удод, Rhinopomastus aterrimus

## Птицы-носороги
- Отряд: Птицы-носороги
  - Семейство: Птицы-носороги
    - Красноклювый ток, Tockus erythrorhynchus
    - Пёстрый ток, Tockus fasciatus
    - Африканский серый ток, Tockus nasutus
    - Серебролицый калао, Ceratogymna brevis
    - Белобёдрый калао, Ceratogymna albotibialis

## Рогатые вороны
- Отряд: Птицы-носороги
  - Семейство: Bucorvidae
    - Абиссинский рогатый ворон, Bucorvus abyssinicus

## Бородатки
- Отряд: Дятлообразные
  - Семейство: Африканские бородатки
    - Желтолобый медник, Pogoniulus chrysoconus
    - Краснолобый медник, Pogoniulus pusillus
    - Кровавогрудая либия, Lybius vieilloti
    - Черноклювая либия, Lybius guifsobalito
    - Черногрудая либия, Lybius rolleti
    - Жемчужный трахифонус, Trachyphonus margaritatus

## Медоуказчики
- Отряд: Дятлообразные
  - Семейство: Медоуказчиковые
    - Большой медоуказчик, Indicator indicator
    - Малый медоуказчик, Indicator minor
    - Тонкоклювый медоуказчик, Prodotiscus regulus

## Дятлы
- Отряд: Дятлообразные
  - Семейство: Дятловые
    - Вертишейка, Jynx torquilla
    - Мелкопятнистая кампетера, Campethera punctuligera
    - Нубийская кампетера, Campethera nubica
    - Пятнистая кампетера, Campethera cailliautii
    - Бородатый дятел, Dendropicos namaquus
    - Малый саванный дятел, Dendropicos elachus
    - Серогрудый африканский дятел, Dendropicos goertae
    - Стрикландов дятел, Dendropicos obsoletus

## Жаворонки
- Отряд: Воробьинообразные
  - Семейство: Жаворонковые
    - Певчий кустарниковый жаворонок, Mirafra cantillans
    - Белохвостый кустарниковый жаворонок, Mirafra albicauda
    - Кордофанский кустарниковый жаворонок, Mirafra cordofanica
    - Африканский кустарниковый жаворонок, Mirafra africana
    - Коричневый кустарниковый жаворонок, Mirafra rufocinnamomea
    - Рыжий кустарниковый жаворонок, Mirafra rufa
    - Розовогрудый кустарниковый жаворонок, Mirafra poecilosterna
    - Пестрый певчий жаворонок, Pinarocorys erythropygia
    - Белощекий воробьиный жаворонок, Eremopterix leucotis
    - Белолобый воробьиный жаворонок, Eremopterix nigriceps
    - Чернохвостый вьюрковый жаворонок, Ammomanes cincturus
    - Пустынный жаворонок, Ammomanes deserti
    - Большой удодовый жаворонок, Alaemon alaudipes
    - Двупятнистый жаворонок, Melanocorypha bimaculata
    - Малый жаворонок, Calandrella cinerea
    - Малый вьюрковый жаворонок, Eremalauda dunni
    - Хохлатый жаворонок, Galerida cristata
    - Солнечный хохлатый жаворонок, Galerida modesta

## Ласточки и стрижи
- Отряд: Воробьинообразные
  - Семейство: Ласточковые
    - Береговушка, Riparia riparia
    - Малая береговая ласточка, Riparia paludicola
    - Серогузая ласточка, Pseudhirundo griseopyga
    - Пустынная скалистая ласточка, Ptyonoprogne obsoleta
    - Африканская скалистая ласточка, Ptyonoprogne fuligula
    - Деревенская ласточка, Hirundo rustica
    - Эфиопская ласточка, Hirundo aethiopica
    - Нитехвостая ласточка, Hirundo smithii
    - Пятнистогрудая ласточка, Cecropis abyssinica
    - Рыжегрудая ласточка, Cecropis semirufa
    - Гигантская ласточка, Cecropis senegalensis
    - Рыжепоясничная ласточка, Cecropis daurica
    - Городская ласточка, Delichon urbicum

## Трясогузки и коньки
- Отряд: Воробьинообразные
  - Семейство: Трясогузковые
    - Белая трясогузка, Motacilla alba
    - Пегая трясогузка, Motacilla aguimp
    - Жёлтая трясогузка, Motacilla flava
    - Горная трясогузка, Motacilla cinerea
    - Длиннохвостая трясогузка, Motacilla clara
    - Буроспинный гигантский конёк, Anthus leucophrys
    - Африканский конёк, Anthus cinnamomeus
    - Полевой конёк, Anthus campestris
    - Длинноклювый конёк, Anthus similis
    - Лесной конёк, Anthus trivialis
    - Краснозобый конёк, Anthus cervinus

## Личинкоеды
- Отряд: Воробьинообразные
  - Семейство: Личинкоедовые
    - Белогрудый сорокопутовый личинкоед, Coracina pectoralis
    - Красноплечий африканский личинкоед, Campephaga phoenicea

## Бюльбюли
- Отряд: Воробьинообразные
  - Семейство: Бюльбюлевые
    - Бородатый настоящий бюльбюль, Pycnonotus barbatus
    - Северный бурый бюльбюль, Phyllastrephus strepitans
    - Bleda notatus (A)

## Сорокопутовые свиристели
- Отряд: Воробьинообразные
  - Семейство: Сорокопутовые свиристели
    - Сорокопутовый свиристель, Hypocolius ampelinus

## Дрозды
- Отряд: Воробьинообразные
  - Семейство: Дроздовые
    - Натальский земляной дрозд, Geokichla guttata
    - Западноафриканский дрозд, Turdus pelios
    - Белозобый дрозд, Turdus torquatus
    - Певчий дрозд, Turdus philomelos

## Цистиколы
- Отряд: Воробьинообразные
  - Семейство: Цистиколовые
    - Краснолицая цистикола, Cisticola erythrops
    - Белобровая цистикола, Cisticola cantans
    - Длиннохвостая цистикола, Cisticola aberrans
    - Красноголовая цистикола, Cisticola ruficeps
    - Черноспинная цистикола, Cisticola galactotes
    - Лисья цистикола, Cisticola troglodytes
    - Веерохвостая цистикола, Cisticola juncidis
    - Пустынная цистикола, Cisticola aridulus
    - Акациевая приния, Phyllolais pulchella
    - Обыкновенная желтобрюшка, Eremomela icteropygialis
    - Eremomela canescens
    - Изящная приния, Prinia gracilis
    - Коричневобокая приния, Prinia subflava
    - Солнечная приния, Prinia erythroptera
    - Spiloptila clamans
    - Urorhipis rufifrons

## Сильвиетты и другие
- Отряд: Воробьинообразные
  - Семейство: Macrosphenidae
    - Буробрюхая сильвиетта, Sylvietta brachyura

## Певчие славки
- Отряд: Воробьинообразные
  - Семейство: Пеночковые
    - Пеночка-весничка, Phylloscopus trochilus
    - Пеночка-теньковка, Phylloscopus collybita
    - Среднеазиатская теньковка, Phylloscopus sindianus (A)
    - Белобрюхая пеночка, Phylloscopus orientalis
    - Пеночка-трещотка, Phylloscopus sibilatrix

## Камышовковые славки
- Отряд: Воробьинообразные
  - Семейство: Acrocephalidae
    - Бледная пересмешка, Iduna pallida
    - Пустынная пересмешка, Hippolais languida
    - Средиземноморская пересмешка, Hippolais olivetorum
    - Зелёная пересмешка, Hippolais icterina
    - Камышовка-барсучок, Acrocephalus schoenobaenus
    - Болотная камышовка, Acrocephalus palustris
    - Тростниковая камышовка, Acrocephalus scirpaceus
    - Африканская тростниковая камышовка, Acrocephalus baeticatus
    - Иракская камышовка, Acrocephalus griseldis
    - Капская камышовка, Acrocephalus gracilirostris
    - Дроздовидная камышовка, Acrocephalus arundinaceus
    - Туркестанская камышовка, Acrocephalus stentoreus

## Сверчковые славки
- Отряд: Воробьинообразные
  - Семейство: Locustellidae
    - Речной сверчок, Locustella fluviatilis
    - Соловьиный сверчок, Locustella luscinioides
    - Обыкновенный сверчок, Locustella naevia

## Славки Старого Света
- Отряд: Воробьинообразные
  - Семейство: Славковые
    - Черноголовая славка, Sylvia atricapilla
    - Садовая славка, Sylvia borin
    - Серая славка, Sylvia communis
    - Славка-завирушка, Sylvia curruca
    - Пустынная славка, Sylvia nana
    - Ястребиная славка, Sylvia nisoria
    - Певчая славка, Sylvia hortensis
    - Восточная певчая славка, Sylvia crassirostris
    - Пегая славка, Sylvia leucomelaena
    - Славка Рюппеля, Sylvia ruppeli
    - Субальпийская славка, Sylvia cantillans
    - Средиземноморская славка, Sylvia melanocephala
    - Кипрская славка, Sylvia melanothorax
    - Белоусая славка, Sylvia mystacea

## Мухоловки Старого Света
- Отряд: Воробьинообразные
  - Семейство: Мухоловковые
    - Серебристая мухоловка, Empidornis semipartitus
    - Бледная мухоловка, Melaenornis pallidus
    - Северная черная мухоловка, Melaenornis edolioides
    - Серая мухоловка, Muscicapa striata
    - Гамбагская мухоловка, Muscicapa gambagae
    - Мухоловка-пеструшка, Ficedula hypoleuca
    - Мухоловка-белошейка, Ficedula albicollis
    - Полуошейниковая мухоловка, Ficedula semitorquata
    - Малая мухоловка, Ficedula parva
    - Африканская лесная зарянка, Stiphrornis erythrothorax
    - Обыкновенный соловей, Luscinia luscinia
    - Южный соловей, Luscinia megarhynchos
    - Варакушка, Luscinia svecica
    - Соловей-белошейка, Irania gutturalis
    - Чекановая горихвостка Рюппеля, Cossypha semirufa
    - Белобровая чекановая горихвостка, Cossypha heuglini
    - Седоголовая чекановая горихвостка, Cossypha niveicapilla
    - Пятнистый пальмовый дрозд, Cichladusa guttata
    - Тугайный соловей, Cercotrichas galactotes
    - Черный тугайный соловей, Cercotrichas podobe
    - Горихвостка-чернушка, Phoenicurus ochruros
    - Обыкновенная горихвостка, Phoenicurus phoenicurus
    - Краснобрюхая горихвостка, Phoenicurus erythrogaster
    - Сибирский черноголовый чекан, Saxicola maurus
    - Луговой чекан, Saxicola rubetra
    - Черногорлый чекан, Saxicola rubicola
    - Черноголовый чекан, Saxicola torquatus
    - Белопоясная каменка, Oenanthe leucopyga
    - Каменка-монашка, Oenanthe monacha
    - Обыкновенная каменка, Oenanthe oenanthe
    - Траурная каменка, Oenanthe lugens
    - Каменка-плешанка, Oenanthe pleschanka
    - Кипрская каменка, Oenanthe cypriaca
    - Испанская каменка, Oenanthe hispanica
    - Западная златогузая каменка, Oenanthe xanthoprymna
    - Пустынная каменка, Oenanthe deserti
    - Каменка-плясунья, Oenanthe isabellina
    - Рыжегрудая каменка, Oenanthe heuglini
    - Рыжехвостый скромный чекан, Oenanthe familiaris
    - Бурохвостый скромный чекан, Oenanthe scotocerca
    - Чернохвостый скромный чекан, Oenanthe melanura
    - Эфиопский муравьиный чекан, Myrmecocichla aethiops
    - Скалистый чекан-пересмешник, Thamnolaea cinnamomeiventris
    - Пёстрый каменный дрозд, Monticola saxatilis
    - Синий каменный дрозд, Monticola solitarius

## Сережчатые мухоловки
- Отряд: Воробьинообразные
  - Семейство: Platysteiridae
    - Очковая серёжчатая мухоловка, Platysteira cyanea
    - Сероголовый батис, Batis orientalis
    - Конголезский батис, Batis minor

## Мухоловки-монархи
- Отряд: Воробьинообразные
  - Семейство: Монархи
    - Африканская райская мухоловка, Terpsiphone viridis

## Смеющиеся дрозды
- Отряд: Воробьинообразные
  - Семейство: Leiothrichidae
    - Сахарская дроздовая тимелия, Turdoides fulvus
    - Рыжая дроздовая тимелия, Turdoides rubiginosus
    - Береговая дроздовая тимелия, Turdoides tenebrosus
    - Белоголовая дроздовая тимелия, Turdoides leucocephalus
    - Суданская дроздовая тимелия, Turdoides plebejus

## Синицы-гаички и синицы
- Отряд: Воробьинообразные
  - Семейство: Синицевые
    - Белоплечая синица, Melaniparus guineensis

## Ремезы
- Отряд: Воробьинообразные
  - Семейство: Ремезовые
    - Суданский ремез, Anthoscopus punctifrons

## Нектарницы
- Отряд: Воробьинообразные
  - Семейство: Нектарницевые
    - Нектарница-пигмей, Hedydipna platurus
    - Металлическая нектарница, Hedydipna metallicus
    - Яркокрасногрудая нектарница, Chalcomitra senegalensis
    - Нектарница-эльф, Cinnyris pulchellus
    - Палестинская нектарница, Cinnyris osea
    - Блестящая нектарница, Cinnyris habessinicus
    - Саванновая нектарница, Cinnyris coccinigastrus
    - Разноцветная нектарница, Cinnyris venustus
    - Медная нектарница, Cinnyris cupreus

## Белоглазки
- Отряд: Воробьинообразные
  - Семейство: Белоглазковые
    - Сенегальская белоглазка, Zosterops senegalensis
    - Желтобрюхая белоглазка, Zosterops poliogastrus
    - Сомалийская белоглазка, Zosterops abyssinicus

## Иволги Старого Света
- Отряд: Воробьинообразные
  - Семейство: Иволговые
    - Обыкновенная иволга, Oriolus oriolus
    - Африканская жёлтая иволга, Oriolus auratus

## Сорокопуты
- Отряд: Воробьинообразные
  - Семейство: Сорокопутовые
    - Обыкновенный жулан, Lanius collurio
    - Рыжехвостый жулан, Lanius isabellinus
    - Сибирский жулан, Lanius cristatus (A)
    - Пустынный сорокопут, Lanius meridionalis
    - Чернолобый сорокопут, Lanius minor
    - Сероплечий сорокопут, Lanius excubitoroides
    - Маскированный сорокопут, Lanius nubicus
    - Красноголовый сорокопут, Lanius senator
    - Желтоклювый сорокопут, Corvinella corvina

## Кустарниковые сорокопуты
- Отряд: Воробьинообразные
  - Семейство: Кустарниковые сорокопуты
    - Сорокопут брубру, Nilaus afer
    - Гамбийский пухопёрый сорокопут, Dryoscopus gambensis
    - Болотная чагра, Tchagra minuta
    - Черноголовая чагра, Tchagra senegala
    - Тропический певчий сорокопут, Laniarius major
    - Пурпурный певчий сорокопут, Laniarius erythrogaster
    - Розовая чагра, Rhodophoneus cruentus
    - Желтогрудый кустарниковый сорокопут, Telophorus sulfureopectus
    - Сероголовый кустарниковый сорокопут, Malaconotus blanchoti

## Очковые сорокопуты
- Отряд: Воробьинообразные
  - Семейство: Лесные сорокопуты
    - Длиннохохлый очковый сорокопут, Prionops plumatus

## Дронго
- Отряд: Воробьинообразные
  - Семейство: Дронговые
    - Прямохвостый дронго, Dicrurus ludwigii
    - Траурный дронго, Dicrurus adsimilis
    - Dicrurus modestus

## Вороны, сойки, вороны и сороки
- Отряд: Воробьинообразные
  - Семейство: Врановые
    - Чёрная сорока, Ptilostomus afer
    - Блестящий ворон, Corvus splendens
    - Пегий ворон, Corvus albus
    - Пустынный буроголовый ворон, Corvus ruficollis
    - Щетинистая ворона, Corvus rhipidurus
    - Толстоклювый ворон, Corvus crassirostris

## Скворцы
- Отряд: Воробьинообразные
  - Семейство: Скворцовые
    - Рогатый скворец, Creatophora cinerea
    - Стальной блестящий скворец, Lamprotornis chalybaeus
    - Свэнсонов блестящий скворец, Lamprotornis chloropterus
    - Бронзовохвостый блестящий скворец, Lamprotornis chalcurus
    - Пурпурный блестящий скворец, Lamprotornis purpureus
    - Длиннохвостый блестящий скворец, Lamprotornis purpuropterus
    - Lamprotornis pulcher
    - Аметистовый короткохвостый скворец, Cinnyricinclus leucogaster
    - Краснокрылый длиннохвостый скворец, Onychognathus morio
    - Скворец Неймана, Onychognathus neumanni

## Буйволовые скворцы
- Отряд: Воробьинообразные
  - Семейство: Буйволовые скворцы
    - Желтоклювый буйволовый скворец, Buphagus africanus

## Ткачики
- Отряд: Воробьинообразные
  - Семейство: Ткачиковые
    - Буйволовый ткач, Bubalornis albirostris
    - Южный усатый ткач, Sporopipes frontalis
    - Каштановоголовый ткачиковый воробей, Plocepasser superciliosus
    - Сероголовый общественный ткач, Pseudonigrita arnaudi
    - Малый масковый ткач, Ploceus luteolus
    - Очковый ткач, Ploceus ocularis
    - Иволговый ткач, Ploceus galbula
    - Северный масковый ткач, Ploceus taeniopterus
    - Большой масковый ткач, Ploceus cucullatus
    - Суданский ткач, Ploceus badius
    - Коричневопоясничный ткач, Pachyphantes superciliosus
    - Краснокрылый малимбус, Anaplectes rubriceps
    - Красноклювый ткач, Quelea quelea
    - Наполеонов бархатный ткач, Euplectes afer
    - Чернокрылый огненный бархатный ткач, Euplectes hordeaceus
    - Западноафриканский огненный бархатный ткач, Euplectes franciscanus
    - Красноплечий бархатный ткач, Euplectes axillaris
    - Желтоплечий бархатный ткач, Euplectes macroura
    - Белокрылый бархатный ткач, Euplectes albonotatus
    - Краснозобый бархатный ткач, Euplectes ardens

## Вьюрковые ткачики
- Отряд: Воробьинообразные
  - Семейство: Вьюрковые ткачики
    - Краснокрылая питилия, Pytilia phoenicoptera
    - Пестрая питилия, Pytilia melba
    - Обыкновенный амарант, Lagonosticta senegala
    - Тёмно-красный амарант, Lagonosticta rubricata
    - Масковый амарант, Lagonosticta larvata
    - Красноухий астрильд, Uraeginthus bengalus
    - Болотный астрильд, Estrilda paludicola
    - Уздечковый астрильд, Estrilda rhodopyga
    - Серый астрильд, Estrilda troglodytes
    - Золотистогрудый астрильд, Sporaeginthus subflavus
    - Обыкновенный перепелиный астрильд, Ortygospiza atricollis
    - Серебряноклювая амадина, Euodice cantans
    - Красногорлая амадина, Amadina fasciata

## Вдовушки
- Отряд: Воробьинообразные
  - Семейство: Вдовушковые
    - Красноногая вдовушка, Vidua chalybeata
    - Vidua larvaticola
    - Доминиканская вдовушка, Vidua macroura
    - Райская вдовушка, Vidua paradisaea
    - Широкохвостая райская вдовушка, Vidua orientalis

## Овсянки, воробьи и другие
- Отряд: Воробьинообразные
  - Семейство: Овсянковые
    - Горная овсянка, Emberiza cia
    - Серая овсянка, Emberiza cineracea
    - Садовая овсянка, Emberiza hortulana
    - Красноклювая овсянка, Emberiza caesia
    - Домовая овсянка, Emberiza sahari
    - Пёстрая овсянка, Emberiza striolata
    - Каштановая овсянка, Emberiza tahapisi
    - Желтобрюхая овсянка, Emberiza flaviventris

## Чижы, клесты и другие
- Отряд: Воробьинообразные
  - Семейство: Вьюрковые
    - Белопоясничный канареечный вьюрок, Crithagra leucopygius
    - Кенийский канареечный вьюнок, Crithagra reichenowi
    - Мозамбикский канареечный вьюрок, Crithagra mozambicus
    - Пустынный снегирь, Bucanetes githaginea

## Воробьи
- Отряд: Воробьинообразные
  - Семейство: Воробьиные
    - Домовый воробей, Passer domesticus (I)
    - Черногрудый воробей, Passer hispaniolensis
    - Passer cordofanicus
    - Сероголовый воробей, Passer griseus
    - Свенсонов воробей, Passer swainsonii
    - Пустынный воробей, Passer simplex
    - Жёлтый воробей, Passer luteus
    - Каштановый воробей, Passer eminibey
    - Большой каменный воробей, Petronia pyrgita
    - Малый каменный воробей, Petronia dentata
    - Короткопалый каменный воробей, Carpospiza brachydactyla

## Внешние ссылки
- Birds of Sudan — World Institute for Conservation and Environment